# Primera División 1976-1977 (hockey su pista)
La Primera Division 1976-1977 è stata l'8ª edizione del torneo di secondo livello del campionato spagnolo di hockey su pista. La competizione è iniziata il 30 settembre 1976 e si è conclusa il 3 aprile 1977.
Il torneo è stato vinto dal Cerdanyola davanti al Reus Ploms; le due squadre furono promosse in División de Honor per la stagione successiva.

## Squadre partecipanti
| Club         | Città                  | Impianto | Stagione precedente                  |
| ------------ | ---------------------- | -------- | ------------------------------------ |
| Alameda      | Osuna                  |          | 11º in Primera División              |
| Augustinos   | Valencia               |          | In Segunda División, promosso        |
| Calafell     | Calafell               |          | 3º in Primera División               |
| Cerdanyola   | Cerdanyola del Vallès  |          | 14º in División de Honor, retrocesso |
| CP Claret    | Siviglia               |          | 13º in División de Honor, retrocesso |
| Espanyol     | Barcellona             |          | 7º in Primera División               |
| Liceo La Paz | La Coruña              |          | 9º in Primera División               |
| Lleida       | Lleida                 |          | 5º in Primera División               |
| Mataró       | Mataró                 |          | In Segunda División, promosso        |
| Pilaristas   | Madrid                 |          | 4º in Primera División               |
| Reus Ploms   | Reus                   |          | 6º in Primera División               |
| Sarrià       | Sarria                 |          | In Segunda División, promosso        |
| SC Lleida    | Lleida                 |          | 8º in Primera División               |
| Vilafranca   | Vilafranca del Penedès |          | In Segunda División, promosso        |

## Classifica finale
|  | Pos. | Squadra      | Pt | G  | V  | N | P  | GF  | GS  | DR   |
|  | ---- | ------------ | -- | -- | -- | - | -- | --- | --- | ---- |
|  | 1.   | Cerdanyola   | 45 | 26 | 22 | 1 | 3  | 179 | 87  | +92  |
|  | 2.   | Reus Ploms   | 41 | 26 | 19 | 3 | 4  | 155 | 77  | +78  |
|  | 3.   | Calafell     | 34 | 26 | 16 | 2 | 8  | 136 | 101 | +35  |
|  | 4.   | CP Claret    | 30 | 26 | 14 | 2 | 10 | 150 | 111 | +39  |
|  | 5.   | Lleida       | 29 | 26 | 12 | 5 | 9  | 101 | 78  | +23  |
|  | 6.   | Vilafranca   | 28 | 26 | 13 | 2 | 11 | 131 | 112 | +19  |
|  | 7.   | Espanyol     | 25 | 26 | 11 | 3 | 12 | 92  | 95  | -3   |
|  | 8.   | SC Lleida    | 24 | 26 | 10 | 4 | 12 | 111 | 108 | +3   |
|  | 9.   | Mataró       | 23 | 26 | 10 | 3 | 13 | 114 | 135 | -21  |
|  | 10.  | Pilaristas   | 22 | 26 | 9  | 4 | 13 | 116 | 135 | -19  |
|  | 11.  | Liceo La Paz | 22 | 26 | 9  | 4 | 13 | 111 | 161 | -50  |
|  | 12.  | Alameda      | 21 | 26 | 9  | 3 | 14 | 79  | 93  | -14  |
|  | 13.  | Augustinos   | 11 | 26 | 4  | 3 | 19 | 66  | 171 | -105 |
|  | 14.  | Sarrià       | 9  | 26 | 4  | 1 | 21 | 105 | 182 | -77  |

Legenda:
      Promosso in División de Honor 1977-1978.
  Partecipa ai play-out.
      Retrocesse in Segunda Division 1977-1978.
Note:
Due punti a vittoria, uno a pareggio, zero a sconfitta.

## Verdetti
|  | Verdetto                       | Club                           |
|  | ------------------------------ | ------------------------------ |
|  | Promosse in División de Honor  | Cerdanyola Reus Ploms Calafell |
|  | Retrocesse in Segunda Division | Augustinos Sarrià              |